# Diplobatis ommata
Diplobatis ommataは、シビレエイ目のエイの一種。カリフォルニア湾からエクアドルまでの太平洋東部に分布し、沿岸部の浅場に生息する。全長25 cmに達し、体盤は楕円形で腹鰭縁は凸状。尾は太短く 背鰭が二基あり、先には三角形の尾鰭がある。体盤中央には大きな眼状紋が一つあり、中心は黒または黄色で、白い輪で囲まれる。体色は多様で、無地の個体もいれば、茶色に華やかな模様が入った個体もいる。体盤前部は濃い茶色。
夜行性であり、砂地や岩場で単独生活する底魚。腹鰭を動かして移動し、小型の甲殻類や多毛類を捕食する。防御のために電気器官から放電する。無胎盤性の胎生で、胚は卵黄と子宮分泌液によって維持される。国際自然保護連合（IUCN）によって低危険種に指定されており、トロール網の影響を受けやすい。

## 分類・名称
アメリカの魚類学者であるデイビッド・スター・ジョーダンとチャールズ・ヘンリー・ギルバート(英語版)によって、1888年にコロンビアの太平洋岸沖で捕獲された雌の標本に基づき、1890年に記載された。ギルバートは1882年にパナマから標本を入手していたが、研究する前に火災で焼失してしまった。ジョーダンとギルバートは、背中の特徴的な眼状紋にちなんで種小名を ommata（ギリシャ語で「目」を意味する）と名付け、Discopyge 属に分類した。1948年、ヘンリー・ブライアント・ビグロー(英語版)とウィリアム・チャールズ・シュローダー(英語版)は、鼻孔の形態に基づき、新属 Diplobatis に本種を位置付けた。その後、3種が大西洋から記載された。大西洋の3種は互いによく似ている。英語圏では「Bullseye electric ray」「Ocellated electric ray」、模様にちなんで「Target electric ray」と呼ばれている。

## 形態
体盤は僅かに横幅が広い。一対の大きな発電器官が、頭の両側に皮膚を通して見える。小さな目の後ろには小さな噴水孔があり、縁には7 - 10個の小さな丸い突起がある。吻は広く丸く、鼻孔は2つの開口部がある。鼻孔の間には皮褶があり、後縁は滑らかか波状になっている。口は小さく、直線的である。下顎の縁は波形になっており、閉じると歯が隠れる。歯列は14 - 16列。歯は小さく尖っており、後方に向かって徐々に長く鋭くなり、五角形に並ぶ。腹面には5対の小さな鰓孔がある。
大きな腹鰭は体盤の下にあり、後縁が凸状になる。成体雄は非常に短くて厚いクラスパーを持つ。幅広で平らな尾は体盤より短く、両側に皮褶がある。背鰭は小さく二基あり、どちらも先端が丸いか角ばっている。第一背鰭は第二背鰭よりわずかに小さく、位置は腹鰭の上から後ろまで様々。尾鰭は角が丸い三角形で、上下はほぼ対称。皮膚は柔らかく、皮歯がまったく無い。
体色は非常に多様で、背面中央の眼状紋は共通。中心は黒または黄色で、周りは暗色か明色の輪で囲まれる。体色は通常薄茶色で、多数の細かい暗色の点が散らばる。明色の点、大きな暗い斑点、不規則な茶色の大理石模様が見られる場合もある。体色は茶色で、黒色の眼状紋を持つ個体もいる。体盤前部は茶色で、最大5つの暗色の斑点がある。模様は腹鰭縁にも入る。腹面は白からクリーム色。全長25 cmと小型の種。

## 分布と生息地
東部太平洋の熱帯海域の沿岸部に生息する。分布域はカリフォルニア湾とバハ・カリフォルニア・スル州から、エクアドルにまで広がる。底魚であり、海岸から水深94 mまでの砂地、礫地、岩場などに生息する。

## 生態
電気を用いて身を守る。単独で生活し、日中はほとんどの時間砂の中に部分的に埋もれて過ごし、岩礁の近くで過ごすことも多い。夜になると活動的になり、腹鰭を使って海底に沿って泳ぎ、端脚類やエビなどの小型甲殻類や多毛類を捕食する。本種の寄生虫には、多節条虫亜綱のAcanthobothrium dollyae、A. maryanskii、およびA. royi、吸虫のAnaporrhutum euzetiが含まれる。生殖の詳細は不明だが、おそらく無胎盤性の胎生であり、胚は最初は卵黄によって、その後は子宮分泌液によって維持される。雌は全長19 cm未満で性成熟する。雄の性成熟サイズは不明。

## 人との関わり
感電しても人体に危険は無い。餌として生きた無脊椎動物が必要なため、飼育は難しい。発電器官にイオンチャネルとアセチルコリン受容体が豊富に含まれているため、生物医学研究のモデル生物として使用されている。ヒトの胚発生中にアセチルコリン受容体を集中させるタンパク質アグリンは、本種から初めて単離された。経済的価値は無いが、エビトロール船で混獲される。正確な数値は不明だが、漁業による死亡率は高いと考えられている。生息範囲が限られていること、トロール漁の激しさを考慮して、国際自然保護連合（IUCN）は本種を低危険種としている。